# 卓瓦曲碘寺
卓瓦曲碘寺，位于西藏自治区拉萨市尼木县尼木乡日措村，是一座藏传佛教女尼的寺院。

## 简介
卓瓦曲碘寺位于西藏自治区拉萨市尼木县尼木乡日措村，为藏传佛教寺院。该寺有元代的佛塔。
1995年4月，尼木乡卓瓦曲碘寺4名女尼在拉萨八廓街呼喊藏独口号，2名女尼在普松乡政府门口散发藏独传单。1996年10月，卓瓦曲碘寺18名女尼集体离开该寺，以抵制寺庙爱国主义教育。
2007年7月，北京市第五批援藏工作组到尼木县之后，中共尼木县委书记刘颖随即亲自带队赴尼木县4座重点寺庙开展专题调研，创立了“3+1”经常性教育的工作模式（即村委会、寺庙民主管理委员会、家长三方与僧尼本人 “3+1”）。从1996年开展寺庙爱国主义教育起，尼木县便尝试将寺庙视为一个社会单位，即当作自然村看待，将僧尼作为村民看待。在此基础上，2007年，中共尼木县委、尼木县人民政府全面启动村级组织负责并参与寺庙管理工作，由村委会主任兼任寺庙民主管理委员会主任，建立定点联系与帮扶机制，重视寺庙民主管理委员会班子建设，发动村民联防维护寺庙治安。到2011年，尼木县22座寺庙、拉康、日追的民主管理委员会主任或民主管理小组长均由村党支部副书记（即村委会主任）兼任，兼任率100%。2007年起，尼木县将寺庙纳入社会公共服务与管理范围，帮寺庙解决困难及问题，开展合作医疗、安居工程、人畜饮水工程、电力农网改造、修桥铺路、能源沼气、通讯工具、广播电视覆盖、寺庙绿化、文物保护等等。到2011年，尼木县寺庙全部通电，通公路的19座，通水的17座，通沼气的10座，寺庙广播电视覆盖率100%。在2008年拉萨3.14事件中，尼木县无一寺庙、无一僧尼参与事件。2008年，尼木县获“自治区级平安县”称号。2009年，尼木县被评为“全国综合治理先进集体”。
2009年起，西藏自治区先后在拉萨市当雄县、尼木县、曲水县开展“广播电视进寺庙无线覆盖试点”，使当雄县康玛寺、嘎洛寺，尼木县杰吉寺、卓瓦曲碘寺，曲水县萨玛扎寺、琼果央孜寺等44座寺庙实现广播电视“舍舍通”（即每个僧舍都通广播电视）。
2012年，该寺的尼師巴旦啦被评为西藏自治区爱国守法先进僧尼。
2012年，日喀则地区水利考察团赴尼木县考察了卓瓦曲碘寺通水设施工程等尼木县水利工程。